# 伊里·列夫
伊里·列夫（/ˈjɪrɪ ˈlɛv/ ，1979年—?) 是捷克-澳大利亚建筑师和城市规划师，在可持续住宅、神圣和公共建筑、灾难恢复和人道主义发展领域工作。 
列夫的作品以其高度多样化、具有区域特色和背景的建筑风格、对可持续设计原则的严格应用以及经常使用天然、近乎原始和当地采购的建筑材料而闻名，例如木材、石头、大麻混凝土、钙钛矿或粘土和石灰产品 （古尔贡霍尔特曼博物馆、庭院住宅、 塔斯马尼亚住宅 ）。他在讲座、研讨会和写作中教授可持续、有弹性和恢复性的建筑。

## 早期生活
列夫出生于捷克共和国，当时是捷克斯洛伐克的一部分，  他的父母是建筑师、学者和政治家Jiri Loew 和建筑师 Lydie Loewova。他在摩拉维亚布尔诺的一所文法学校接受教育。  于 1998 年在布拉格首次建立了他的多学科设计实践。 2005年他移居澳大利亚悉尼。 

## 职业
Lev 在纽卡斯尔大学师从Richard Leplastrier和Kerry 以及 Lindsay Clare学习建筑学。 在学习期间，他创立了ArchiCamp， 一个草根建筑节，专注于受邀对弱势或受灾农村社区进行建筑干预。   
2014 年，Lev 开始了自己的工作室 Atelier Jiri Lev。他的第一个委托是古尔贡霍尔特曼博物馆，这是一个由志愿者推动的社区项目，涉及对澳大利亚钞票上的两座历史建筑以及四个新的多功能展馆进行适应性再利用。 
为应对2019-20 年澳大利亚丛林大火， Lev 成立了Architects Assist ，   澳大利亚建筑公司的一项倡议，为灾难受害者提供无偿灾难恢复援助，作为“公平获得可持续和有弹性的平台”建筑学。” 2020 年，该计划有 600 多家参与的建筑公司。   
2020 年，列夫的实践揭示了塔斯马尼亚州两个示范生态村开发计划，以解决并发的住房和环境危机。  这些定居点的灵感来自于共同住房和生态村运动以及传统的欧洲定居点。列夫的愿景是一个由共享农田和管理良好的荒野环绕的小型紧凑城市网络。一个工作原型模块化住宅于 2021 年完工。 
在 2021 年南摩拉维亚龙卷风之后，列夫创立了Architekti Pro Bono ，这是捷克建筑师协助受害者的一项倡议。 

## 实践
Lev 提倡本地化、区域化的建筑风格。 在他的作品中，他引用并解释了当地的乡土建筑。他声称，全球化的设计趋势对引入它们的地方的身份和精神具有极大的破坏性。   他经常提到新城市主义的原则。 
列夫的作品通常依赖天然、近乎原始和本地采购的建筑材料，避免或尽量减少化学处理、塑料和合成涂料的使用。他的建筑被称为“几乎可以食用”，他的方法被描述为“为手段经济而设计，目的是慷慨的”。 
Lev 的实践通过研讨会和学生参与交付了许多公益和社区项目。 它偶尔会将可持续住宅的计划作为开源项目发布到公共领域。  ，这种做法不会宣传他们的商业作品，也不会将其纳入奖项。 